# La Londe-les-Maures
La Londe-les-Maures ist eine französische Gemeinde mit 11.010 Einwohnern (Stand 1. Januar 2022) im Département Var in der Region Provence-Alpes-Côte d’Azur. Die Gemeinde liegt an der Mittelmeerküste (Côte d’Azur) in der Bucht von Hyères. Sie gehört zum Kanton La Crau im Arrondissement Toulon.

## Geographie
Das Gemeindegebiet erstreckt sich über 79,29 Quadratkilometer am Fuß des Maurenmassivs. Zu etwa 75 Prozent ist das Gebiet bewaldet, 22 Prozent werden landwirtschaftlich genutzt (davon 1170 Hektar für den Weinbau), auf 3 Prozent befinden sich Gebäude.
Im Ort befindet sich der Yachthafen Miramar, der mit mehr als 1000 Anlegeplätzen an Kai und Ponton zu den größten des Départements Var zählt. Mit seiner Lage gegenüber der Îles d’Hyères ist La Londe-les-Maures ein viel genutzter Ausgangspunkt für Überfahrten zu einer der Inseln.

## Bevölkerung
Seit Beginn der 1950er-Jahre verzeichnet die Gemeinde ein starkes Bevölkerungswachstum, das sich in der Mitte der 1970er-Jahre erneut beschleunigte. Nach der letzten Zählung des nationalen statistischen Amtes INSEE im Jahr 2006 lebten 10.034 Personen in La Londe-les-Maures.

## Geschichte
Die ersten menschlichen Siedlungen stammen aus der Zeit um 2500 v. Chr., bezeugt durch den Dolmen von Gaoutabry. Der Dolmen wurde im Jahre 1876 nördlich der heutigen Siedlung entdeckt. Nach archäologischen Befunden stammt er aus dem späten Neolithikum. Zahlreiche Keramik- und Werkzeugfragmente belegen die Anwesenheit von Menschen, wenngleich bislang keine Überreste von Siedlungen gefunden wurden. 1988 wurde die Stätte als Monument Historique klassifiziert. In späterer Zeit wurde das Gebiet wahrscheinlich von anderen Völkern besiedelt. Eindeutige archäologische Beweise liegen hierfür nicht vor.
Der Urname von La Londe war Les Bormettes (provenzalisch Las Bormettas) und der heutige Ortsname wurde im 17. Jahrhundert zuerst einem Schloss (Château de La Londe) gegeben, das Antoine Lemonnier, Sieur de La Londe in der Normandie aufbauen ließ. Dann wurde die französische Kommune mit dem Namen La Londe zur Zeit der französischen Revolution gegründet.
Die Feldbahn Les Bormettes wurde von 1890 bis 1929 betrieben.

## Gemeindepartnerschaft
La Londe-les-Maures unterhält partnerschaftliche Beziehungen zu Walluf in Hessen (Deutschland).

## Sehenswürdigkeiten
Der wichtigste touristische Anziehungspunkt von La Londe-les-Maures ist der Sommertourismus. Anzahl und Ausdehnung der Strände zeichnet die Gemeinde ebenso aus, wie das besondere Mikroklima, das dem Badeort mehr als 300 Sonnentage im Jahr beschert.
Place André Allègre: Das Herz der Gemeinde liegt im Zentrum an der Kreuzung der wichtigsten Straßen, umringt von schatten spendenden Platanen und umgeben von alten Häuserblocks im provenzalischen Stil, wie dem Hôtel de ville (Rathaus).
Das Wohnviertel Les Bormettes, das von den Eigentümern  der Fabrik Bormettes für die Angestellten erbaut wurde, ist ein vollständiges Dorf, das sich um einen reizvollen, typisch provenzalischen Platz gruppiert. Dort befindet sich, nicht weit von Hafen und Stränden entfernt, unter anderem das Théâtre des Bormette.
Der Dolmen von Gaoutabry ist ein megalithisches Monument. Hoch auf einem Hügel des Maurengebirges gelegen bietet sich ein besonderer Blick auf die Inseln von Hyères.
Die Strände: Entlang der Küste befinden sich im Gemeindegebiet vier Strände mit insgesamt fast drei Kilometer Sandstrand: Miramar, Tamaris, L’Argentière und le Pellegrin.
Der Unterwasserweg von l’Argentière: Das Naturschutzgebiet am Küstenvorsprung von l’Argentière beherbergt eine einzigartige Flora und Fauna. Unter Wasser sind die Herbiers de posidonies zu bewundern.
Das Musée de l’école publique zeigt die Rekonstruktion eines Klassenzimmers aus dem Jahr 1903.
Die Inseln von Hyères: Port-Cros, Porquerolles und die Île du Levant liegen direkt gegenüber der Bucht von La Londe-les-Maures. Nicht weit entfernt liegt das Fort de Brégançon, eine offizielle Sommerresidenz des französischen Staatspräsidenten.
Im Jardin ornithologique et botanique de La Londe kann eine Auswahl exotischer Vögel – 450 Tiere aus 80 Arten aus Asien, Afrika und Südamerika – und seltener Pflanzen besichtigt werden. Ein Teil des Parks, der Jardin d’oiseaux, ist der Rettung und Erhaltung von vom Aussterben bedrohten Arten gewidmet. Hierzu werden in Gefangenschaft geborene Tiere in ihren Ursprungsländern wieder in ihren natürlichen Lebensraum zurückgeführt.

## Persönlichkeiten
- Georges-Jean Arnaud (1928–2020), Schriftsteller
- Horace Vernet (1789–1863), französischer Militärmaler und Lithograph am Hofe Louis Philippes